# Orlik krzykliwy
Orlik krzykliwy (Clanga pomarina) – gatunek dużego, wędrownego ptaka drapieżnego z rodziny jastrzębiowatych (Accipitridae).

## Systematyka
Blisko spokrewniony z orlikiem grubodziobym (C. clanga), regularnie dochodzi do hybrydyzacji między nimi. Nie wyróżnia się podgatunków. Takson zamieszkujący subkontynent indyjski, klasyfikowany dawniej jako podgatunek orlika krzykliwego, uznaje się obecnie za osobny gatunek o nazwie orlik hinduski (Clanga hastata).

## Występowanie
Zamieszkuje środkową, wschodnią i południową (Grecja, Bułgaria) Europę, Azję Mniejszą, Kaukaz i niziny na południowym wybrzeżu Morza Kaspijskiego. Zimuje w Afryce Subsaharyjskiej. Przeloty w kwietniu i wrześniu – październiku. Zasięg występowania orlika krzykliwego był zbliżony do areału orła cesarskiego. Oba gatunki były w równej mierze tępione przez człowieka i ucierpiały z powodu przekształceń pierwotnych obszarów leśnych w step kulturowy. W Europie Zachodniej istnieje potencjalna możliwość ponownego zasiedlenia jej przez orlika. Wprawdzie nie gnieździ się tam, ale regularnie zalatuje do krajów graniczących z jego obecnym zasięgiem – do Niemiec, Austrii, Danii i Włoch. Im dalej jednak na zachód, tym warunki mniej temu sprzyjają.
W Polsce bardzo nieliczny ptak lęgowy, głównie na wschodzie i północy. Spotyka się go najczęściej w regionie warmińsko-mazurskim i południowo-wschodniej Małopolsce, rzadziej na Lubelszczyźnie, Nizinie Północnopodlaskiej. Żyje tam jednak w dużym rozproszeniu. W Beskidzie Niskim i Górach Słonnych notuje się największe zagęszczenie. Duża populacja żyje w Puszczy Białowieskiej i Lasach Strzeleckich. Na Pomorzu Zachodnim i Środkowym zasięg jest bardziej skupiony. W innych regionach zjawia się w trakcie przelotów. Na Dolnym Śląsku, w Sudetach i na Kielecczyźnie to ptak bardzo rzadki. Pojedyncze pary odnotowano w Wielkopolsce, na Śląsku (m.in. Stobrawski Park Krajobrazowy) i w Polsce Centralnej. Mimo to orlik krzykliwy jest najliczniejszym z występujących (gniazdujących) w Polsce orłów. To ptak wędrowny – przeloty wiosenne mają miejsce w kwietniu, a jesienne od sierpnia do września. Nie podejmuje prób zimowania, nie licząc pojedynczego przypadku. Dawniej był to w Polsce ptak liczny i dość pospolity. W latach 2013–2018 liczebność krajowej populacji lęgowej szacowano na 2000–2600 par.

## Charakterystyka

### Cechy gatunku

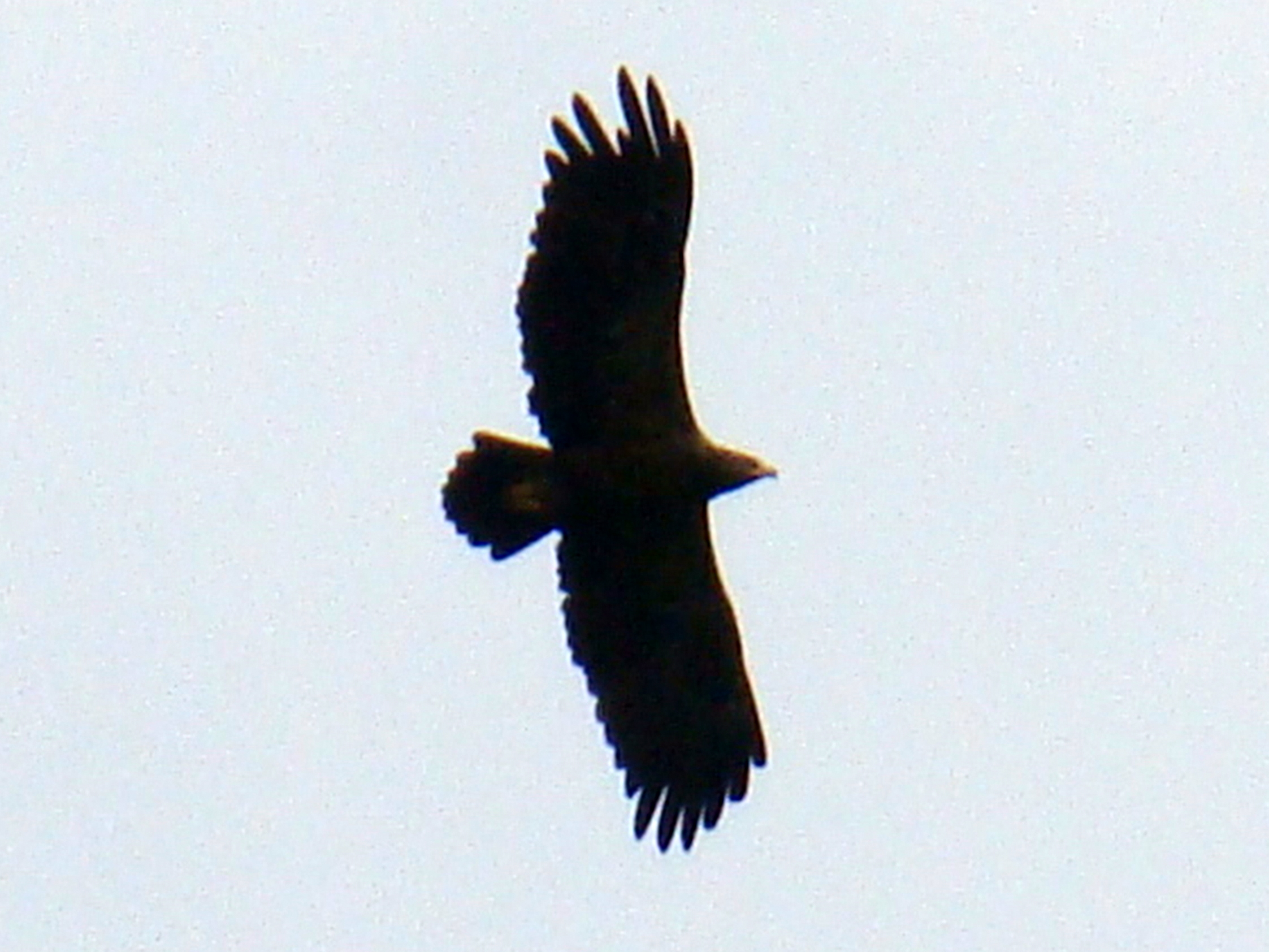
Sylwetka orlika w locie, Sanok

To jeden z najmniejszych gatunków orłów. Obie płci ubarwione podobnie: są jednolicie ciemnobrązowe, matowe z szarym odcieniem. Na jasnobrązowych pokrywach skrzydłowych zaznaczają się kontrastujące lotki, w tym kolorze są też sterówki. Wyraźne rozjaśnienia widać u nasady lotek dłoni i na pokrywach nadogonowych. Niektóre pióra na potylicy, spodzie ciała, głowie tworzą jaśniejsze pióra. Dziób ciemny, palce żółte. Ma dość krótki ogon. Młode ptaki różnią się od dorosłych białawymi piórami na barkówkach, lotkach III rzędu i na pokrywach skrzydeł (z wierzchu i od spodu) tworzącymi białawe pasy (tzw. uperlenie). Z każdym pierzeniem są coraz bardziej brązowe i podobne do rodziców. Dużo ciemniejsze upierzenie zyskują w czwartym roku życia, kiedy osiągają dojrzałość płciową. Tak jak inne orły, również orlik ma skoki upierzone po szpony. Podobny do orła przedniego, lecz o wiele mniejszy, zbliżony wielkością do myszołowa, choć jest nieco większy od niego. W terenie praktycznie nie da się go odróżnić od bardzo podobnego orlika grubodziobego. Różnice pozostają bowiem ukryte w szczegółach, np. u młodych orlika krzykliwego znajduje się na potylicy rdzawa plama.

### Lot
W locie widoczne deskowate, długie i równowąskie skrzydła z palczasto rozłożonymi lotkami pierwszego rzędu oraz białe nasady lotek (pokrywy skrzydłowe są jaśniejsze niż lotki i mogą mieć na wierzchu rdzawe plamy). Gdy leci, trzyma je poziomo, prócz lekko opuszczonych dłoni. W powietrzu odznacza się jego potężny dziób oraz charakterystyczna jasnobrązowa głowa. W czasie kołowania ma charakterystycznie załamane w nadgarstkach skrzydła, które przez to lekkie opuszczenie wyglądają jakby były „oklapnięte” ze zmęczenia.

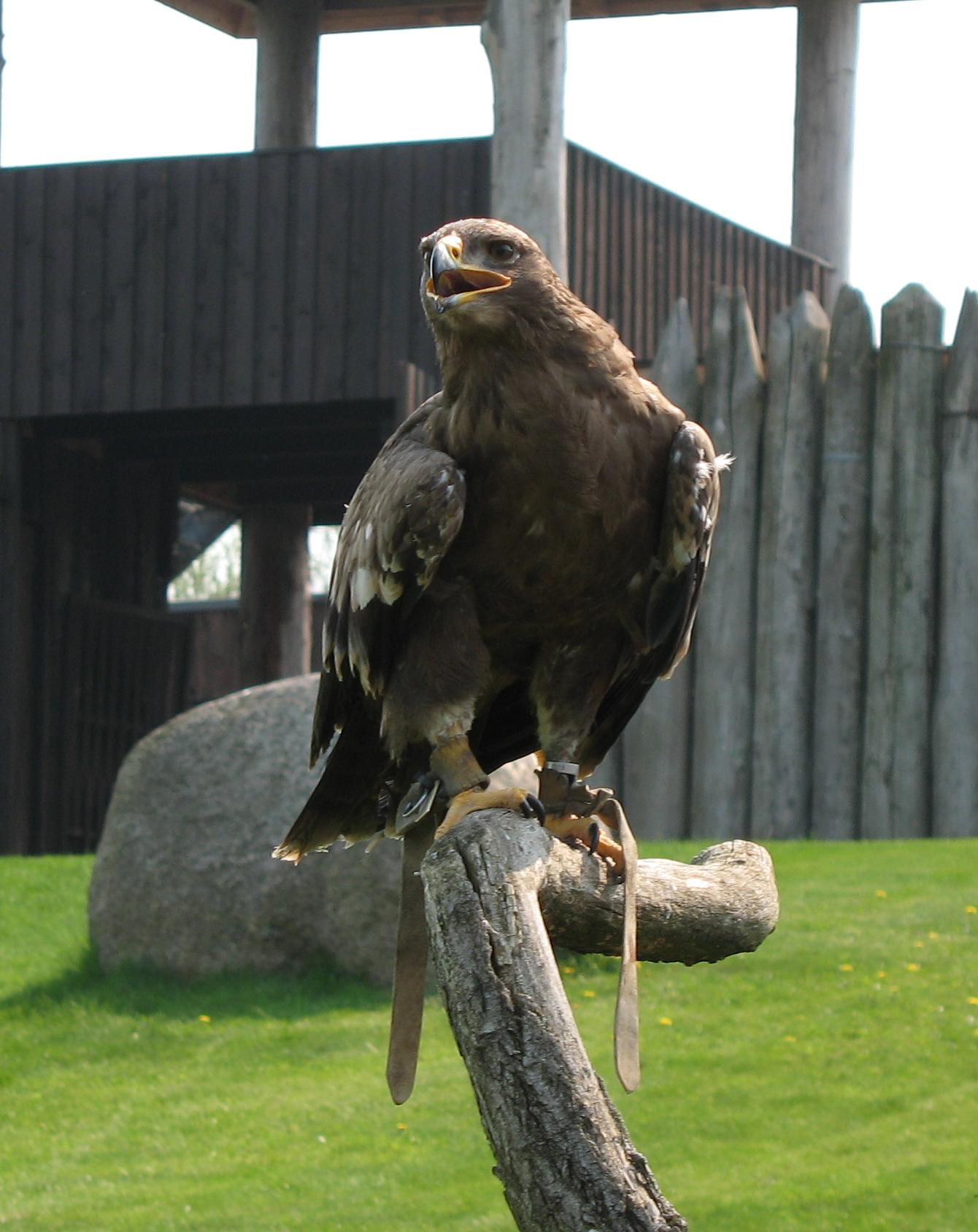
Orlik w Parku Ptasim w Marlow

### Wymiary średnie
Długość ciała55–67 cm
Rozpiętość skrzydeł146–168 cm
Masa ciałasamce 1000–1400 g, samice 1300–2200 g

## Biotop
Zwarte, stare i rozległe lasy, przeważnie mieszane i liściaste, w pobliżu pól uprawnych, dolin rzecznych, łąk i pastwisk, na obszarach obfitujących w tereny podmokłe i jeziora. Tereny lęgowe znajdują się na niższych i średnich terenach nad poziomem morza. Wschodnia część zasięgu pozbawiona jest dużych kompleksów leśnych, co sprawia, że wybiera na swe siedliska gaje i lasy łęgowe o niewielkiej powierzchni.

Na terenach z większym zagęszczeniem orlików późnym latem na skoszonych łąkach można zaobserwować po kilka lub nawet kilkanaście osobników.

## Okres lęgowy

### Toki
Toki przypominają taniec godowy myszołowa. Orlik krążąc na ziemią nagle składa skrzydła i pikuje pod ostrym kątem w dół, by tuż nad ziemią rozpostrzeć skrzydła i delikatnie wznieść się w górę. Para skojarzona na lęgowisku pozostaje sobie wierna przez parę kolejnych sezonów.

### Gniazdo
Na koronie wysokiego drzewa, przeważnie iglastego (sosna, świerk, jodła, ale i dąb, olsza czy brzoza), na skraju lub też w głębi drzewostanów (nawet na zadrzewieniach śródpolnych), tuż przy pniu lub na rozwidleniu konarów, w dolnej części korony. Gniazdo zbudowane jest z gałęzi, wyścielone trawą. Gnieździ się też w górach do 1500 m n.p.m., gdzie preferuje doliny z bukami i jodłami w okolicach potoków. Ptak przywiązuje się do danego drzewa i przez lata do niego wraca, a na stare gniazdo dokłada kolejne gałązki (są jaśniejsze od starszych). Para miewa wiele gniazd w obrębie swego rewiru i każdego sezonu może wybierać inne.

Orliki jako ptaki terytorialne chronią swego gniazda przed intruzami, jak i innymi orlikami.

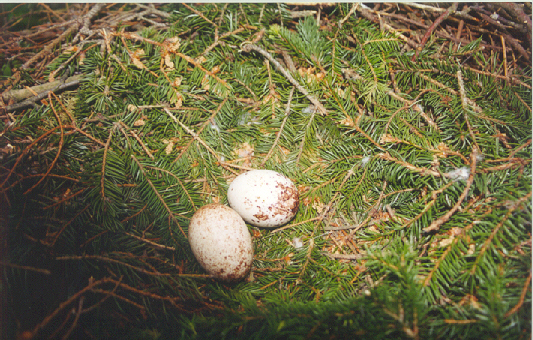
Lęg złożony z 2 jaj, w gnieździe wyścielonym gałązkami świerku

### Jaja
Mało wydłużone, różnobiegunowe, bez połysku, składane pod koniec kwietnia lub na początku maja w ilości przeważnie 2, o wymiarach średnich 63×53 mm. Mają białawą barwę i brązowe plamkowanie. Jeden lęg w roku, w maju.

### Wysiadywanie i dorastanie
Wysiadują oboje rodzice przez okres ok. 33–43 dni. Młode wylęgają się kolejno (asynchronicznie), tak więc różnią się wiekiem (o około 3 dni) i starsze mają większe szanse na przeżycie, a wręcz same wypychają młodsze rodzeństwo z gniazda lub je zadziobują (co jest przykładem kainizmu, który zapewnia zwycięzcy dostatek pożywienia). Rodzice tylko wyjątkowo są w stanie wykarmić oba młode. Oboje się nimi zajmują – w gnieździe 55 dni, a poza nim 25 dni. Pisklęta opuszczają gniazdo po 49–56 dniach, na przełomie lipca i sierpnia. Od końca sierpnia do początku października trwają odloty. Orliki lecą na zimowiska pojedynczo, nie tworząc skupień.

## Pożywienie

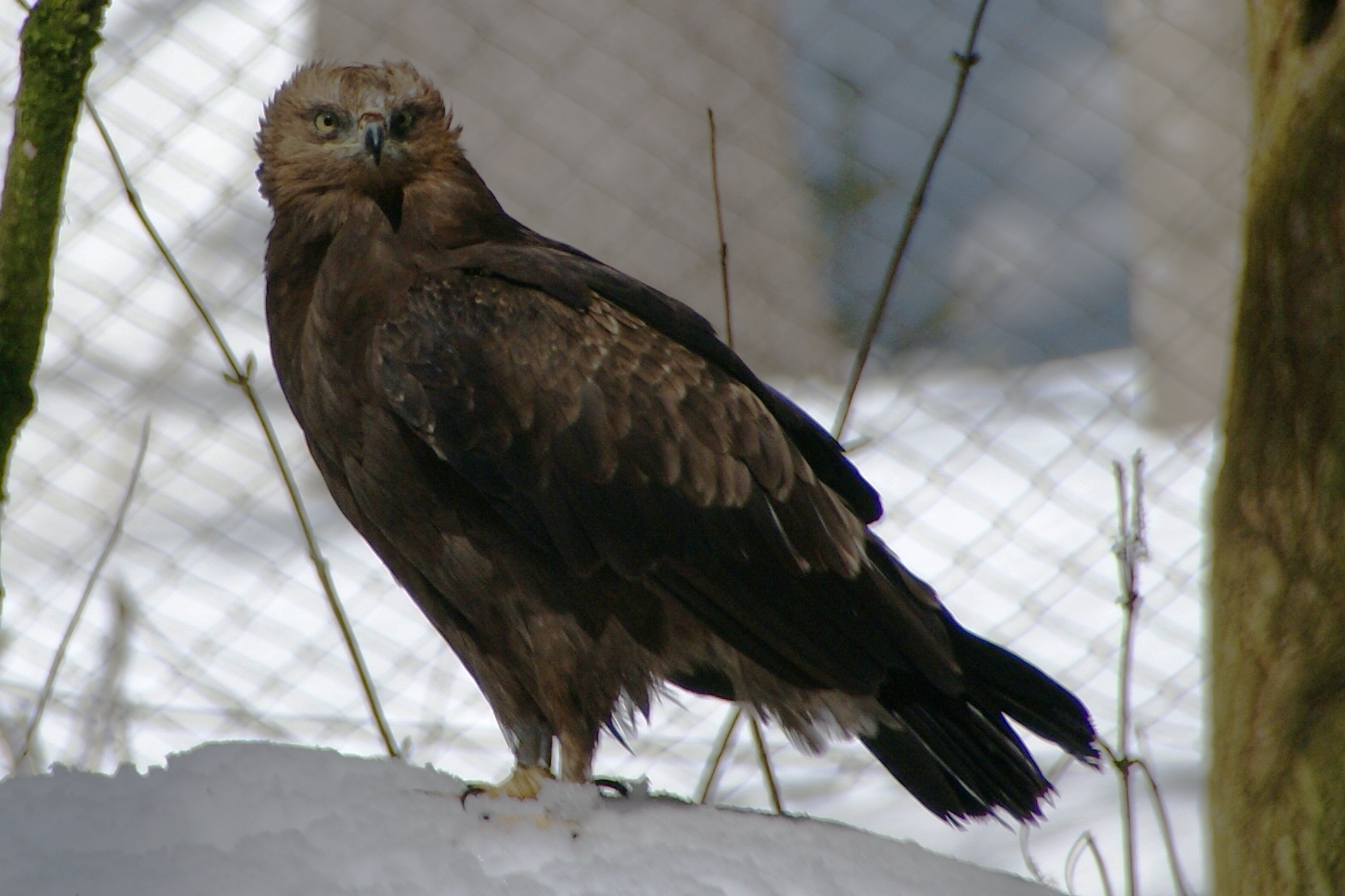
Orlik krzykliwy w niewoli, Bawaria

Główną część diety stanowi zwierzyna naziemna – od dużych owadów po młode zające, choć najchętniej łowi gryzonie, takie jak norniki (Microtus sp. stanowi ok. 65% jego pożywienia). Są to zatem małe ssaki, płazy, gady i różne bezkręgowce, w tym mięczaki.
Żeruje na terenach otwartych, np. na terenach podmokłych. Komitet Ochrony Orłów określił, że na polowania wybiera łąki i pastwiska w 47%, uprawy zbożowe z miedzami w 24%, niskopienne użytki – 15%. Unikają monokultur. Zdobyczy wypatruje z wysokiego stanowiska, np. śródpolnego drzewa, lub łapie ją (głównie żaby) w trakcie spaceru chodząc po ziemi, w czym pomagają mu długie nogi. Może krążyć nad ofiarą i wypatrzeć ją z wysokości nawet 100 m, zawisając w bezruchu. Skuteczność polowań dochodzi do 40%. Najczęściej łowy orła krzykliwego odbywają się od rana do południa, przez co to o tej porze widuje się go najczęściej.

## Status, zagrożenia i ochrona
Międzynarodowa Unia Ochrony Przyrody (IUCN) uznaje orlika krzykliwego za gatunek najmniejszej troski (LC – least concern) nieprzerwanie od 2004 roku, kiedy to do osobnego gatunku wydzielono orlika hinduskiego (Clanga hastata). Liczebność światowej populacji, obliczona w oparciu o szacunki organizacji BirdLife International dla Europy z 2015 roku, mieści się w przedziale 40–60 tysięcy dorosłych osobników. Globalny trend liczebności populacji uznaje się za stabilny.
W Polsce objęty ochroną gatunkową ścisłą, wymaga ochrony czynnej. Wokół gniazd orlików krzykliwych obowiązuje strefa ochronna: przez cały rok w promieniu do 100 m, a okresowo (od 1.03 do 31.08) – w promieniu do 500 m od gniazda. Na Czerwonej liście ptaków Polski został sklasyfikowany jako gatunek najmniejszej troski (LC).
Jednym ze sposobów ochrony tego gatunku i znacznego zwiększenia jego liczebności jest zapobieganie śmierci drugiego pisklęcia. Słabsze młode, które często są wypychane poza gniazdo, przenosi się do innego gniazda np. myszołowa, utrzymywanego w sztucznej hodowli. 
Dyrektywa ptasia określa za największe zagrożenia dla orlika utratę naturalnych siedlisk przez:
- likwidację bagien,
- wyrąb starych drzewostanów w okolicach wód,
- zarastanie terenów podmokłych,
- intensyfikację rolnictwa.